# ۲۹ (قمری)
۲۹ (قمری)، بیست و نهمین سال در گاهشماری هجری قمری است. اول محرم این سال برابر با هفدهم سپتامبر سال ۶۴۹ میلادی است.

## رویدادها
- توسعه مسجد النبی توسط عثمان بن عفان

## درگذشتگان
- عبیدالله بن معمر تیمی، که به دست ایرانیان در استخر کشته شد

لیله بنت عثمان